# Nativo (álbum)
Nativo é um álbum do cantor e compositor brasileiro Paulo André Barata, lançado em 1978 pela Continental.
As composições do álbum são todas de Paulo André e parcerias, sendo a maioria feita com seu pai, Ruy Barata.

## Faixas
| N.º | Título                           | Compositor(es)                           | Duração |  |
| 1.  | "Pacará"                         | Paulo André Barata / Ruy Barata          |         |  |
| 2.  | "Pauapixuna"                     | Paulo André Barata / Ruy Barata          |         |  |
| 3.  | "Marujada"                       | Paulo André Barata / Jesus Paes Loureiro |         |  |
| 4.  | "Nativo (vocal – Fafá de Belém)" | Paulo André Barata / Ruy Barata          |         |  |
| 5.  | "Este Rio É Minha Rua"           | Paulo André Barata / Ruy Barata          |         |  |
| 6.  | "Carta Noturna"                  | Paulo André Barata / Ruy Barata          |         |  |
| 7.  | "Indauê-Tupan"                   | Paulo André Barata / Ruy Barata          |         |  |
| 8.  | "Enchente Amazônica"             | Paulo André Barata / Ruy Barata          |         |  |
| 9.  | "Mesa De Bar"                    | Paulo André Barata                       |         |  |
| 10. | "Garras e Guitarras"             | Paulo André Barata / Ruy Barata          |         |  |
| 11. | "Baiuca's Bar"                   | Paulo André Barata / Ruy Barata          |         |  |
| 12. | "Bela Fatal"                     | Antonio Adolfo / Ruy Barata              |         |  |